# Albright
|  | Per a altres significats, vegeu «Madeleine Albright». |

Albright és una població del Comtat de Preston a l'estat de Virgínia de l'Oest (Estats Units d'Amèrica).

## Demografia
Segons cens dels Estats Units del 2000 Albright tenia 247 habitants, 99 habitatges, i 61 famílies. La densitat de població era de 328,9 habitants per km².
Dels 99 habitatges en un 33,3% hi vivien nens de menys de 18 anys, en un 46,5% hi vivien parelles casades, en un 9,1% dones solteres, i en un 37,4% no eren unitats familiars. En el 29,3% dels habitatges hi vivien persones soles l'11,1% de les quals corresponia a persones de 65 anys o més que vivien soles. El nombre mitjà de persones vivint en cada habitatge era de 2,49 i el nombre mitjà de persones que vivien en cada família era de 3,06.
Per edats la població es repartia de la següent manera: un 27,9% tenia menys de 18 anys, un 6,1% entre 18 i 24, un 31,2% entre 25 i 44, un 23,1% de 45 a 60 i un 11,7% 65 anys o més.
L'edat mediana era de 34 anys. Per cada 100 dones de 18 o més anys hi havia 83,5 homes.
La renda mediana per habitatge era de 21.389 $ i la renda mediana per família de 21.500 $. Els homes tenien una renda mediana de 20.764 $ mentre que les dones 16.250 $. La renda per capita de la població era de 10.581 $. Entorn del 27,9% de les famílies i el 26,2% de la població estaven per davall del llindar de pobresa.

## Poblacions properes
El següent diagrama mostra les poblacions més properes.